# Lukas Rotgans
Lukas Rotgans (Amsterdam, l'octubre de 1653 - Maarssen, el 3 o 4 de novembre de 1710) va ser un escriptor i dramaturg neerlandès. Els seus treballs són el resultat de la influència del neoclassicisme francès als Països Baixos.

## Obra dramàtica
- Eneas en Turnus (1736), tragèdia en cinc actes i en versos alexandrins.
- Scilla (1751), tragèdia en cinc actes i en versos alexandrins.